# Syngrapha sierrae
Syngrapha sierrae là một loài bướm đêm trong họ Noctuidae.